# Sofo

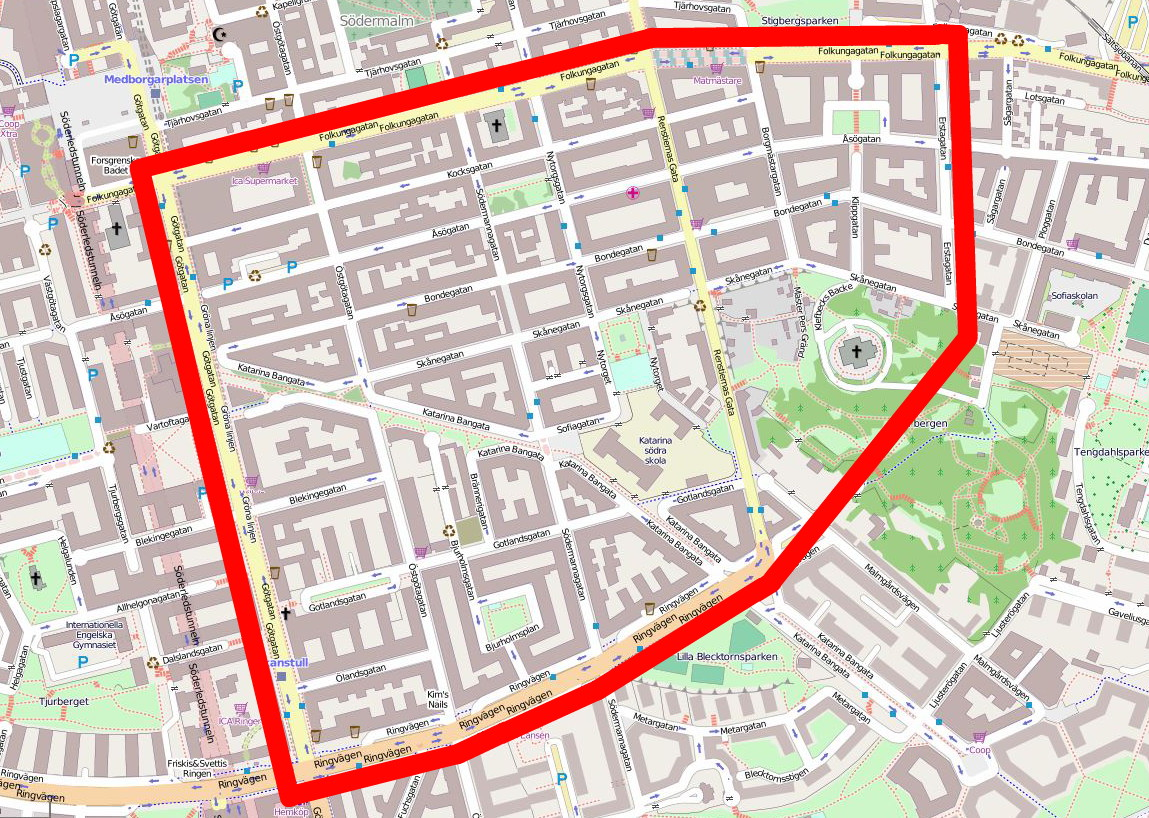
Karta över en del av östra Södermalm, visande gränserna för SoFo med hjälp av Open Street Map.

SoFo (förkortning av Söder om Folkungagatan alternativt South of Folkungagatan) är ett smeknamn på en del av stadsdelen Södermalm i Stockholm. Namnet följer samma mönster som SoHo, South of Houston Street, på Manhattan.
Området är informellt och saknar exakta gränsdragningar. En inte ovanlig uppfattning är emellertid att det avgränsas av Folkungagatan i norr (därav namnet), Erstagatan och parken Vita bergen i öster, Götgatan i väster och Ringvägen i söder. Området har många restauranger, kaféer, småbutiker med mera. 
Namnet Sofo myntades i slutet av 1990-talet av Per Holm, Fredrik Glejpner och Henrik Borggren som saknade ett namn på området. Henrik Borggren som just hade kommit hem från New York var den som kom med namnförslaget SoFo - inspirerad av det ovan nämnda SoHo. SoFo är registrerat som varumärke vid Patent- och registreringsverket. Begreppet används oftast av mäklare samt butiks- och restaurangägare i området.
Den kände stockholmsrapparen Petter har rappat mycket om Södermalm och trakterna kring SoFo.
Till mer kända gator och torg i området hör Nytorget, Åsögatan, Skånegatan och Bondegatan.